# Bactrocera froggatti
Bactrocera froggatti är en tvåvingeart som först beskrevs av Mario Bezzi 1919.  Bactrocera froggatti ingår i släktet Bactrocera och familjen borrflugor. Inga underarter finns listade.